# Saintfield
Saintfield är en ort i Storbritannien.   Den ligger i distriktet Newry, Mourne and Down och riksdelen Nordirland, i den västra delen av landet, 500 km nordväst om huvudstaden London. Saintfield ligger 74 meter över havet och antalet invånare är 3 327.
Terrängen runt Saintfield är platt. Runt Saintfield är det ganska glesbefolkat, med 43 invånare per kvadratkilometer. Närmaste större samhälle är Belfast, 16,3 km norr om Saintfield. Trakten runt Saintfield består i huvudsak av gräsmarker.